# Гойлімін Надобович
Гойлімін Надобович, у хрещенні Юрій (Goylimin Nadobowicz, Geilemin Nadaps sone, Jorge Gailemynne, Кгойлиминъ) — литовський боярин, намісник велонський (1432), староста жемайтський (1433–34).  
Уперше подибується в джерелах під 1409, коли разом із іншими лицарями виконував Вітовтове доручення наустити жителів Жомойті до повстання проти хрестоносців. У повідомленні Тевтонського ордену за той самий рік зазначається, що Гойлімін походив з Ойраголи (лит. Ariogala). Його батько, Станіслав Надоба (Nadobe), своє чергою, був уродженцем Відуклі (лит. Viduklė) й знаний хіба тим, що в січні 1413 брав участь у жемайтській делегації, покликаній узгодити питання кордону з Німецьким орденом. Брат, також званий Станіславом, разом з батьком виступав свідком на тому процесі. Звісток про дружину та дітей немає.
Вотчинні володіння, імовірно, розкинулись в Ейраголі та Відуклях, були й маєтки у Велоні. Перебував у родинних зв'язках з Альбертом Корейвом, що за Городельською унією одержав герб Дембно, ним же користався і Гойлімін, на що вказує, до прикладу, Ульріх фон Ріхенталь. Печатку з даним гербом привісив і до Гродненської угоди (1432), однак в 1434 р. боярин ужив вже інший знак-клейно.
В 1415 році Гойлімін, спільно з Юрієм Гедигольдом і поляком Миколаєм Сепенським (пол. Mikołaj Sepieński), співочолював жемайтську депутацію на Констанцькому церковному соборі. У 1432 р. великий князь Свидригайло досилав боярина на переговори з магістром Тевтонського ордену. Востаннє згадується у грамоті Сигізмунда Кейстутовича, писаній 29 вересня 1434 «на Крыкштянехъ», якою зобов'язав Гойліміна дати «по чоловеку» 12-ом жомойтам. Як пізніше з'ясувалось, нобіль дав людей не всім. Серед покривджених опинивсь такий собі Перевойна, що поскаржився господарю на стан речей. 10 липня 1435 Сигізмунд доручив вже новому старості Михайлу Контовту (хибно названому Монтовтом) довести справу до пуття.
|                                    |  |  |
| Герб Дембно й клейно Г. Надобовича |  |  |